# Chirostenotes
Chirostenotes là một chi khủng long, được Gilmore mô tả khoa học năm 1924.